# Chamaecrista wallichiana
Chamaecrista wallichiana là một loài thực vật có hoa trong họ Đậu. Loài này được (DC.) V.Singh miêu tả khoa học đầu tiên.